# France Bloch-Sérazin
France Bloch-Sérazin (* 21. Februar 1913 in Paris; † 12. Februar 1943 in Hamburg) war eine französische Widerstandskämpferin der Résistance, organisiert in der Francs-tireurs et partisans (FTP). Sie wurde im Hof des Untersuchungsgefängnisses Hamburg hingerichtet.

## Leben

### Ausbildung
France Bloch war die Tochter des Schriftstellers Jean-Richard Bloch und von Marguerite Herzog. Sie wuchs in der Nähe von Poitiers auf und machte in Poitiers das Abitur. Sie war Studentin der Physik und Chemie an der Pariser Universität. Ab 1934 arbeitete sie im Labor des Professors Georges Urbain. Wie ihr Vater unterstützte sie die Spanische Republik und trat 1938 in die Parti communiste français (P.C.F.) ein.

### Französische Widerstandskämpferin
Nach der Niederlage Frankreichs im Juni 1940 unterstützte sie den militanten Widerstand. In einem Labor in Paris baute sie Bomben für Gruppen der Francs-Tireurs et Partisans. Im Mai 1942 wurde sie von der französischen Polizei verhaftet und am 30. September 1942 vom Feldkriegsgericht des Kommandanten von Groß-Paris zum Tode verurteilt. Am 10. Dezember 1942 transportierte man sie in das Frauengefängnis Lübeck-Lauerhof, weil laut französischer Verfassung keine Frauen in Frankreich hingerichtet werden durften. Am 12. Februar 1943 wurde sie im Untersuchungsgefängnis Hamburg mit dem Fallbeil hingerichtet.

### Ehrenfriedhof

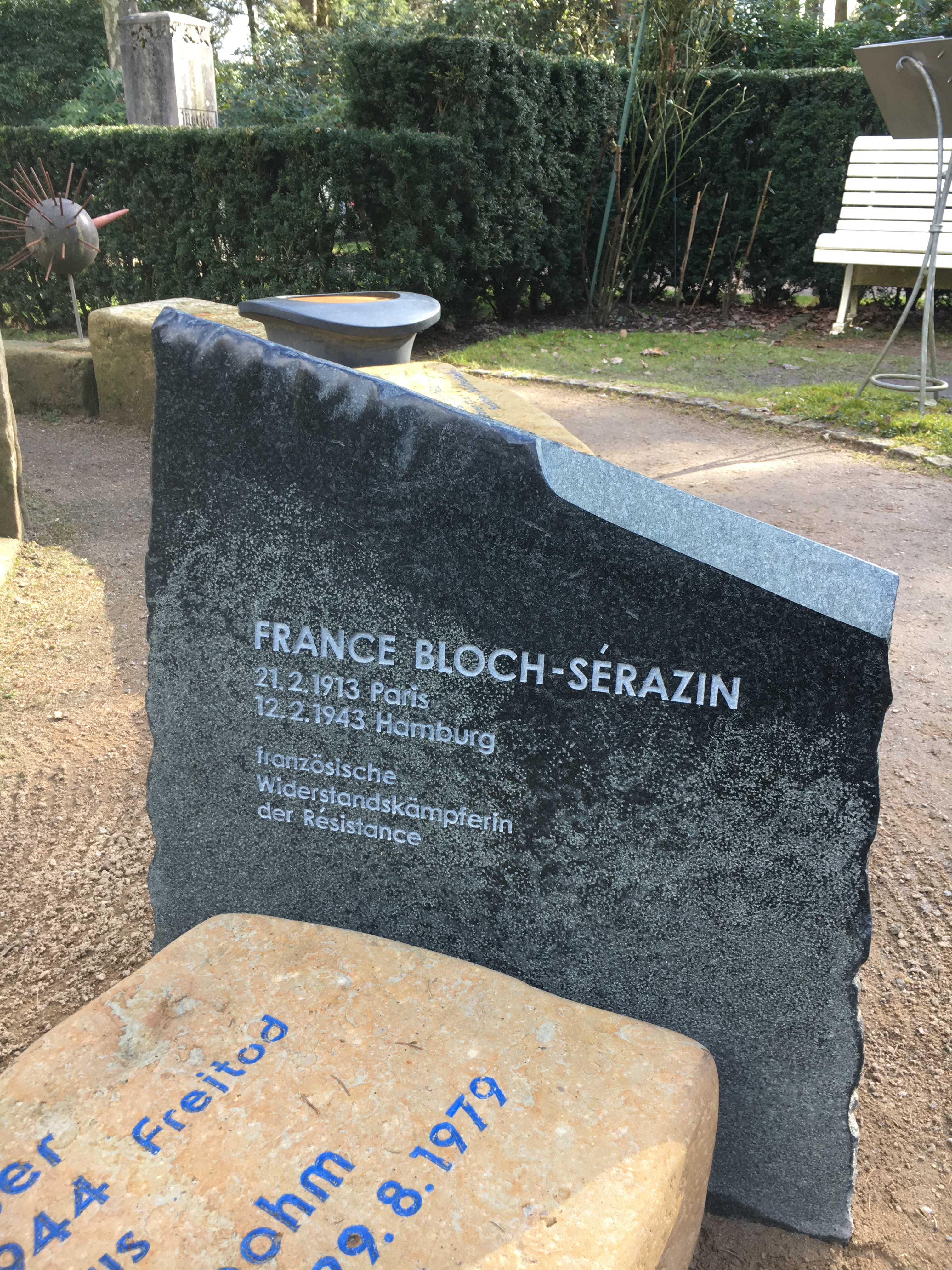
Erinnerungsstein France Bloch-Sérazin im Garten der Frauen, Friedhof Ohlsdorf, Hamburg

Sie wurde auf dem Friedhof Ohlsdorf in Hamburg beigesetzt. Im Jahr 1950 wurden ihre sterblichen Überreste auf den Ehrenfriedhof des ehemaligen KZ Natzweiler-Struthof überführt. Im Garten der Frauen im Friedhof Ohlsdorf in Hamburg wird durch einen Gedenkstein an sie erinnert.

### Familienschicksal
Im Jahr 1939 heiratete sie den Hütteningenieur Frédo Sérazin, im Januar 1940 kam ihr Sohn Roland zur Welt. Ihr Mann Frédéric Sérazin, genannt Frédo, wurde bereits im Februar 1940 als Mitglied der seit 1939 verbotenen P.C.F festgenommen, interniert und 1944 ermordet. Durch die Ermordung beider Elternteile wuchs Roland Sérazin als Vollwaise auf.

## Gedenken und Ehrungen

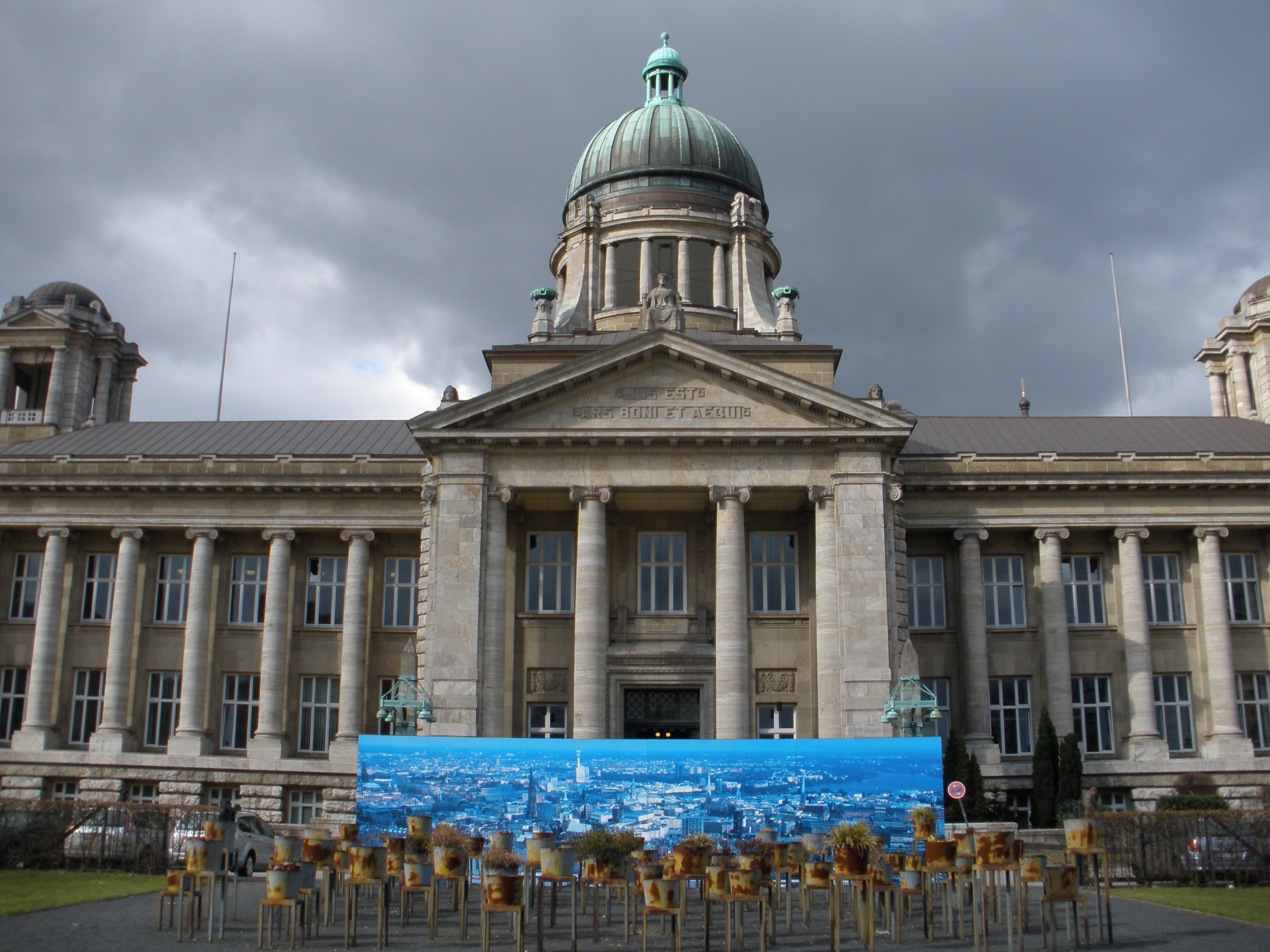
Mahnmal Hier + Jetzt zum Gedenken an die in Hamburg ausgesprochenen und die in Hamburg vollstreckten Todesurteile

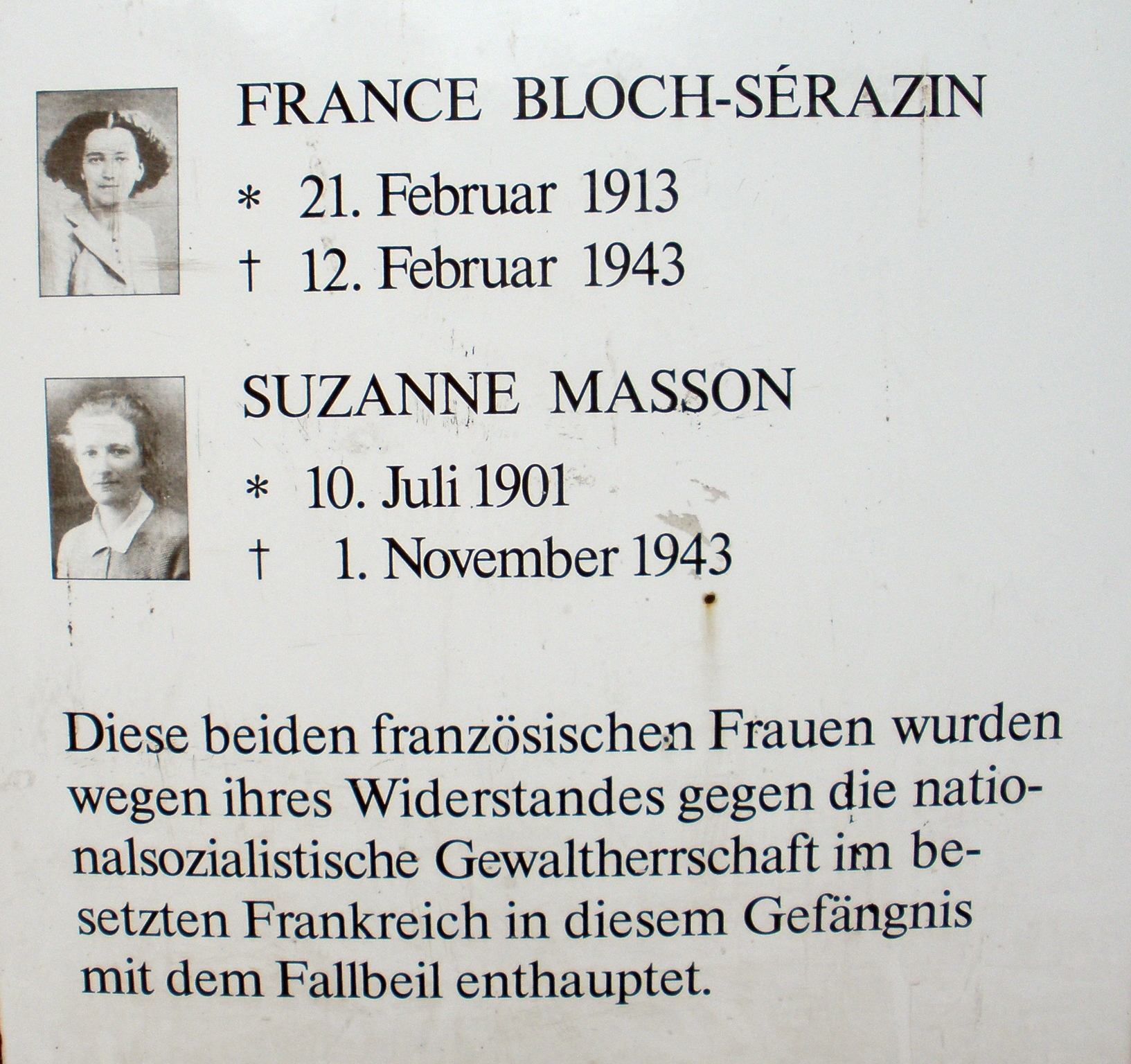
Gedenktafel an der Rückseite der Untersuchungshaftanstalt Hamburg

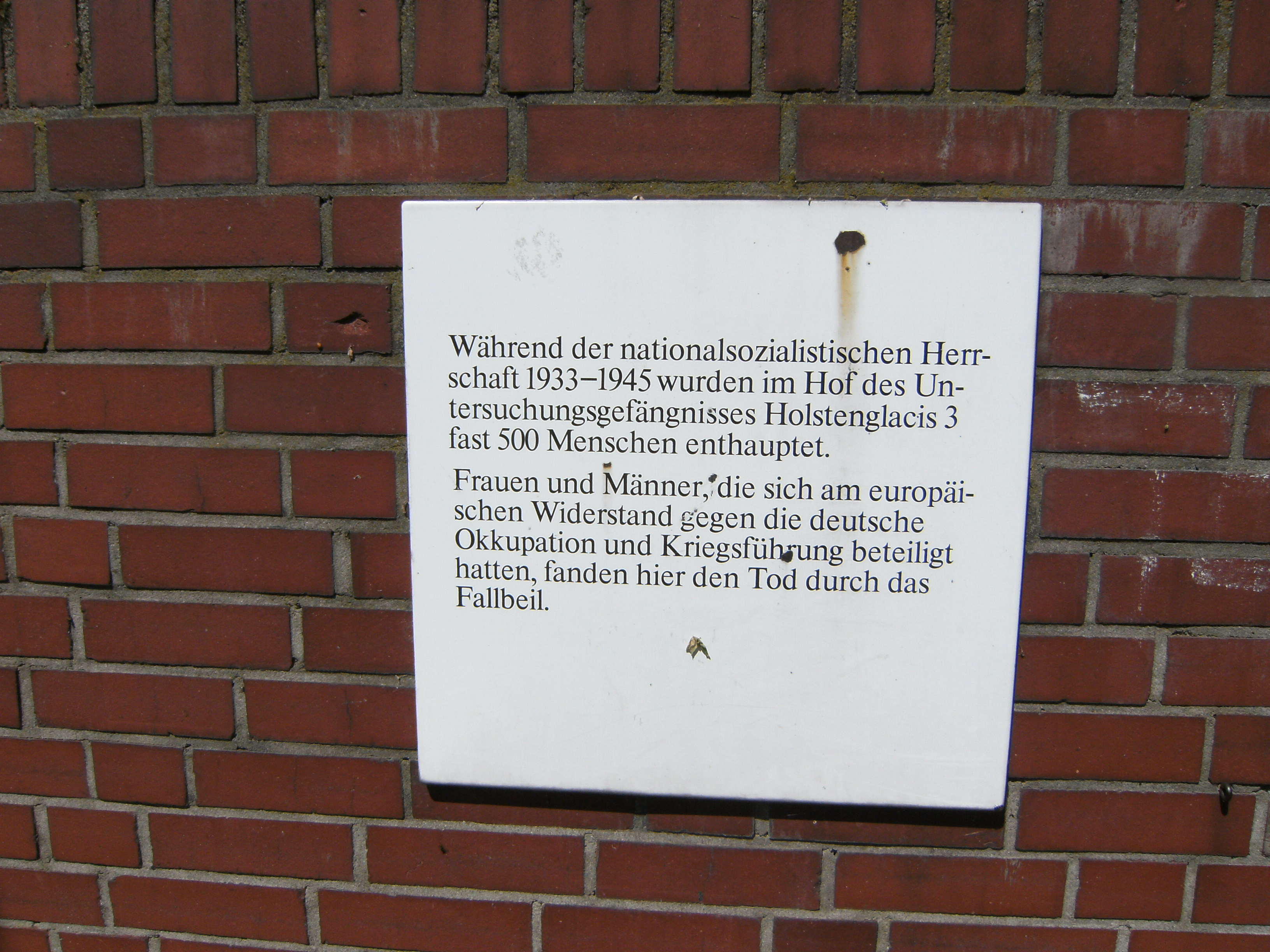
Gedenktafel, Hamburg, Wallanlagen: für die in der Untersuchungshaftanstalt Hamburg, Holstenglacis hingerichteten Personen des europäischen Widerstandes

Eine Schule in Poitiers (collège de la ville) ist nach ihr benannt.
Auf dem Gelände der JVA Lübeck wurde im Jahr 2014 eine Gedenktafel für die beiden französischen Widerstandskämpferinnen France Bloch-Sérazin und Suzanne Masson eingeweiht. France Bloch-Sérazin wurde hier von Dezember 1942 bis Februar 1943 inhaftiert, bis sie in der Justizvollzugsanstalt Hamburg durch Fallbeil hingerichtet wurde.
In den Hamburger Wallanlagen erinnert heute eine Gedenktafel an der rückwärtigen Mauer des Untersuchungsgefängnisses Holstenglacis an France Bloch-Sérazin und an Suzanne Masson, ebenfalls eine Frau aus der Résistance, die in Hamburg hingerichtet wurde. Die Inschrift lautet:
France Bloch-Sérazin
* 21. Februar 1913 † 12. Februar 1943
Suzanne Masson
* 10. Juli 1901 † 1. November 1943

„Diese beiden französischen Frauen wurden wegen ihres Widerstandes gegen die nationalsozialistische Gewaltherrschaft im besetzten Frankreich in diesem Gefängnis mit dem Fallbeil enthauptet.“

Das Mahnmal Hier + Jetzt mit der Zahl 1933 auf einem grauen Betonquader vor einem Farbbild von Hamburg und umrahmt von Blumentöpfen auf Eisenstelen befindet sich in der Grünanlage vor dem Hanseatischen Oberlandesgericht. Mit ihm wird der Opfer der Todesurteile in der Zeit des Nationalsozialismus durch die Justiz in Hamburg sowie der Hinrichtung weiterer Abgeurteilter im Untersuchungsgefängnis am Holstenglacis gedacht.
Im Plattenhaus Poppenbüttel wird in einer Dauerausstellung auch durch ein Bild an France Bloch-Sérazin erinnert.
In der Ausstellung der KZ-Gedenkstätte Neuengamme vom 25. Januar 2013 bis 15. Februar 2013 in der Diele des Hamburger Rathauses Deserteure und andere Verfolgte der NS-Militärjustiz – Die Wehrmachtsgerichtsbarkeit in Hamburg wurde auch France Bloch-Sérazin mit einer Darstellung gewürdigt.
An dem Gebäude des Labors in Paris, Place du Danube im 19. Arrondissement, in dem France Bloch-Sérazin Sprengstoff herstellte, wurde am 4. Dezember 2008 eine Gedenktafel angebracht.
Postum wurde sie geehrt und ausgezeichnet mit la légion d’honneur, la médaille de la résistance und la croix de guerre.

## Filme
- France Bloch-Sérazin. Auf den Spuren einer mutigen Frau. Drehbuch Hans und Gerda Zorn, Filmregie Loretta Walz. 80 Minuten, Deutschland 1993.[12]
- (fr) France Bloch et Fredo Serazin, Film von Marie Cristiani, MCD prod/FR3 Corse, 2005.[13]